# File Roller
File Roller is het archiefbeheer- en datacompressieprogramma ontwikkeld door Paolo Bacchilega. Het is standaard aanwezig in de desktopomgevingen GNOME en LXDE. Het biedt een grafische gebruikersomgeving (front-end) voor verschillende datacompressie- en archiveringsprogramma's die anders via de command-line (back-end) aangestuurd moeten worden. Het programma wordt verspreid als vrije software onder de voorwaarden van de GNU General Public License (GPL). Het programma wordt geschreven in de programmeertaal C.

## Geschiedenis
De eerste release was versie 0.1 die op 5 december 2001 werd uitgebracht. Op 4 mei 2002 werd versie 1.0 bereikt. Sinds versie 1.101 van File Roller maakt het deel uit van GNOME 2. Het programma is ook standaard aanwezig in Lubuntu.

## Functionaliteit
File Roller kan nieuwe archieven creëren en comprimeren, de inhoud van archieven weergeven, uitpakken, wissen of toevoegen via de knoppen in de menu's of door middel van slepen en neerzetten. De inhoud van een archief kan direct in het programma getoond worden, indien er een geschikte Bonobo-component is geïnstalleerd. Indien dat niet het geval is, wordt de standaardtekstverwerker gebruikt.

## Bestandsformaten
File Roller ondersteunt de volgende bestandsformaten, mits alle backends geïnstalleerd zijn:
- 7z .7z
- ar .ar
- Win .ace
- ALZip .alz
- ARJ .arj
- Cabinet File .cab
- UNIX CPIO Archive .cpio
- Archived Comic Book .cbz , .cbr
- lzip .lz
- JAR-archieven .jar , .ear , .war
- LHA-archieven .lzh
- RAR-archieven .rar
- StuffIt-archieven .bin , .sit
- ZIP-archieven .zip
- Zoo-archieven .zoo
- tar .tar
  - gzip .tar.gz , .tgz
  - bzip .tar.bz , .tbz
  - bzip2 .tar.bz2 , .tbz2
  - compress .tar.Z , .taz
  - LZO .tar.lzo .tzo
  - lzip .tar.lz , .tlz
  - 7z .tar.7z
  - xz .tar.xz
- Individuele bestanden die gecomprimeerd zijn met gzip, bzip, bzip2, compress of LZO
- ISO-images .iso (alleen lezen)
- DEB .deb (alleen lezen)
- RPM .rpm (alleen lezen)

## Beperkingen
- Hoewel het mogelijk is verschillende formaten te gebruiken met de juiste plug-ins, biedt File Roller niet de mogelijkheid archieven te comprimeren met verschillende niveaus van compressie via een GUI (hoog, normaal, snel etc.) in tegenstelling tot andere datacompressiesoftware. Deze instellingen kunnen wel worden aangepast via de gconf-editor.